# Generalife
O Palácio de Generalife (árabe: جَنَّة الْعَرِيف‎ Jannat al-‘Arīf, literalmente, "Jardim dos Arquitetos")  era o palácio de verão e propriedade rural dos Nacéridas reinantes do Reino Nacérida de Granada, no Alandalus, agora conhecida como a cidade de Granada, na comunidade autônoma da Andaluzia, Espanha.

## História
O palácio e os jardins foram construídos durante o reinado de Maomé III (1302–1309) e decorado brevemente após por Ismael I de Granda (1313–1324). A maior parte do jardim é uma reconstrução recente de autenticidade duvidosa. Théophile Gautier, um visitante de meados do século XIX, que:
Do Generalife nada mais resta senão algumas arcada e alguns grandes painéis de arabescos, infelizmente cobertos com camadas de cal que foram aplicadas repetidas vezes com toda a obstinação de uma limpeza desanimadora. Pouco a pouco, as delicadas esculturas e os maravilhosos guiloches dessa arquitetura como as das fadas foram destruídos, preenchidos e engolfados. O que hoje é nada mais que uma parede levemente vermiculada, antigamente era uma renda aberta tão fina quanto aquelas folhas de marfim que a paciência dos chineses esculpem para os leques.

## Desenho

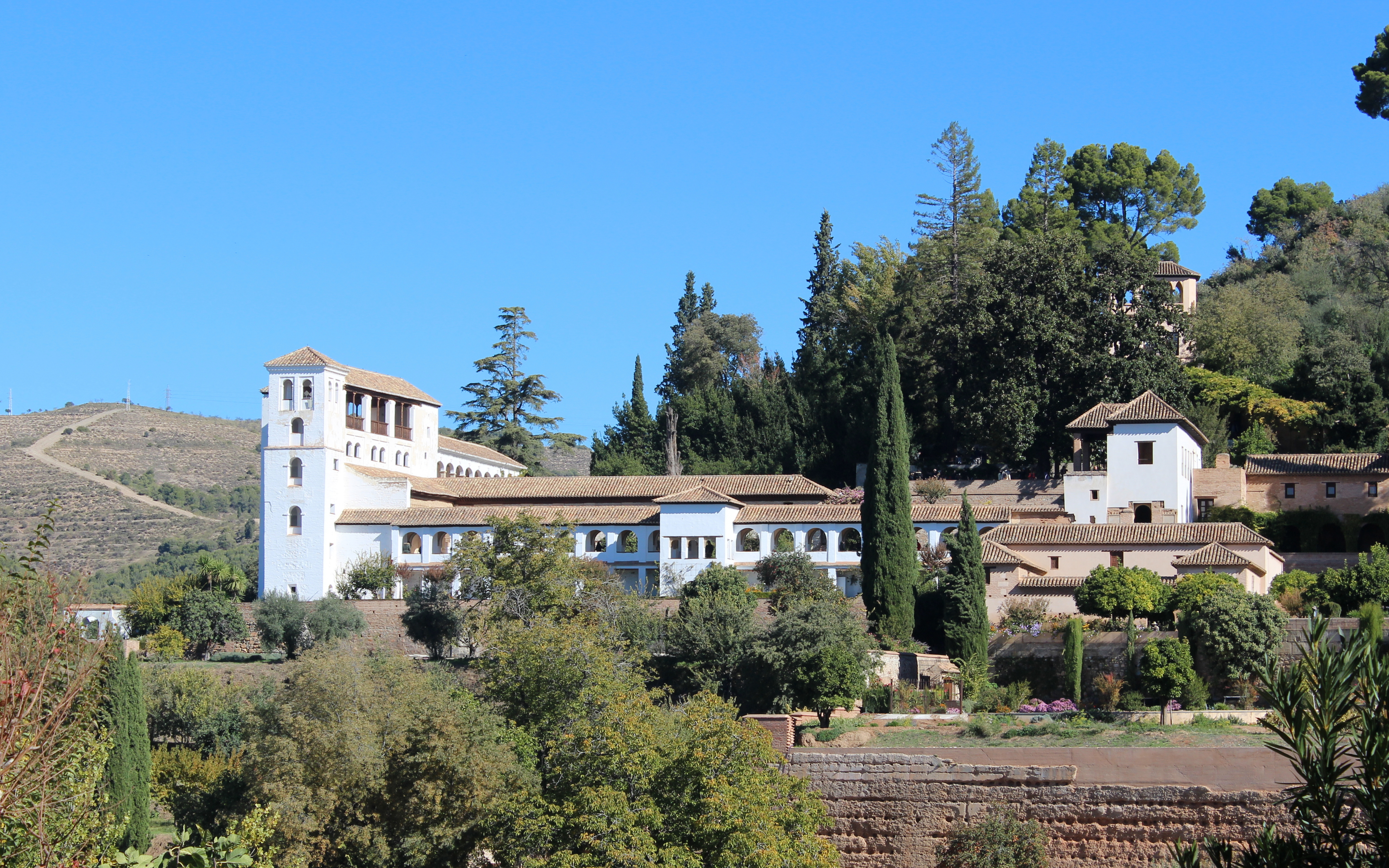
O Generalife - exterior

O complexo consiste do Patio de la Acequia (Pátio da Acéquia [Açude/Regueiro/Aqueduto/Canal de Água]), que tem uma longa piscina emoldurada por canteiros de flores, fontes, colunatas e pavilhões, e o Jardim da Sultana ou Pátio do Cipreste. O primeiro é pensado para melhor preservar o estilo do jardim persa medieval em Al-Andalus.
Originalmente o palácio estava ligado a Alhambra por uma passarela coberta através da ravina que agora os divide. O Generalife é um dos mais velhos sobreviventes dos jardins mouros.

## Século XX
Os jardins atuais foram iniciados em 1931 e concluídos por Francisco Prieto Moreno em 1951. As passarelas são pavimentadas em estilo tradicional granadino com um mosaico de pedras: as brancas do rio Darro e as pretas do rio Genil.